# Dihidrolipoil dehidrogenaza
Dihidrolipoil dehidrogenaza (EC 1.8.1.4, LDP-Glc, LDP-Val, dehidrolipoatna dehidrogenaza, dijaforaza, dihidrolipoamidna dehidrogenaza, dihidrolipoamid:NAD+ oksidoreduktaza, dihidrolipoinska dehidrogenaza, dihidrotioktinska dehidrogenaza, lipoamidna dehidrogenaza (NADH), lipoamidna oksidoreduktaza, lipoamidna reduktaza, lipoamidna reduktaza, lipoatna dehidrogenaza, lipoinsko kiselinska dehidrogenaza, lipoilna dehidrogenaza, protein-6-N-(dihidrolipoil)lizin:+ oksidoreduktaza) je enzim sa sistematskim imenom protein-N6-(dihidrolipoil)lizin:+ oksidoreduktaza. Ovaj enzim katalizuje sledeću hemijsku reakciju
protein N6-(dihidrolipoil)lizin + + {\displaystyle \rightleftharpoons } protein N6-(lipoil)lizin + NADH + H+
Ovaj enzim je flavoprotein (FAD). On je komponenta multienzimskog kompleksa 2-okso-kiselinske dehidrogenaze.

## Literatura
- Nicholas C. Price; Lewis Stevens (1999). Fundamentals of Enzymology: The Cell and Molecular Biology of Catalytic Proteins (Third изд.). USA: Oxford University Press. ISBN 019850229X.
- Eric J. Toone (2006). Advances in Enzymology and Related Areas of Molecular Biology, Protein Evolution (Volume 75 изд.). Wiley-Interscience. ISBN 0471205036.
- Branden C; Tooze J. Introduction to Protein Structure. New York, NY: Garland Publishing. ISBN 0-8153-2305-0.
- Irwin H. Segel. Enzyme Kinetics: Behavior and Analysis of Rapid Equilibrium and Steady-State Enzyme Systems (Book 44 изд.). Wiley Classics Library. ISBN 0471303097.
- William P. Jencks (1987). Catalysis in Chemistry and Enzymology. Dover Publications. ISBN 0486654605.

## Spoljašnje veze
- Dihydrolipoyl+dehydrogenase на 